# Microrregión de Curitibanos
La microrregión de Curitibanos es una de las microrregiones del estado brasileño de Santa Catarina perteneciente a la Mesorregión de Serrana. Su población fue estimada en 2006 por el IBGE en 125.048 habitantes y está dividida en doce municipios. Posee un área total de 6.505,934 km².

## Municipios
- Abdon Batista
- Brunópolis
- Campos Novos
- Curitibanos
- Frei Rogério
- Monte Carlo
- Ponte Alta
- Ponte Alta do Norte
- Santa Cecília
- São Cristovão do Sul
- Vargem
- Zortéa

- Datos: Q2596895